# Charlwood
Charlwood – wieś w Anglii, w hrabstwie Surrey, w dystrykcie Mole Valley. Leży 40 km na południe od centrum Londynu. W 2001 miejscowość liczyła 2027 mieszkańców.